# Bâtiment de la Mala škola à Koceljeva
Musée du patrimoine local de Koceljeva
Le bâtiment de la Mala škola à Koceljeva (en serbe cyrillique : Зграда Мале школе у Коцељеви ; en serbe latin : Zgrada Male škole u Koceljevi) se trouve à Koceljeva, dans le district de Mačva, en Serbie. Il est inscrit sur la liste des monuments culturels protégés de la république de Serbie (identifiant no SK 2037),,,.

## Présentation

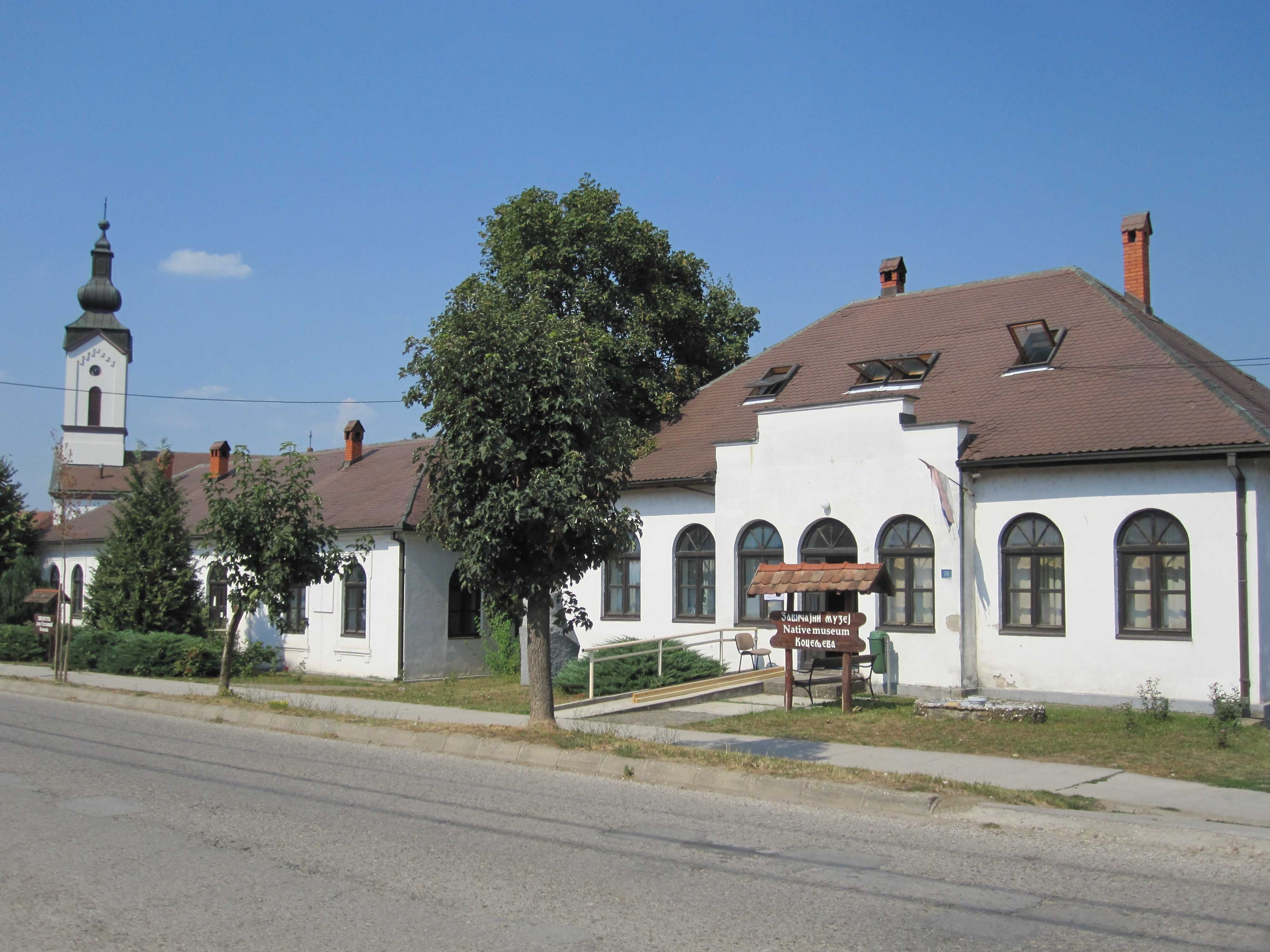
Le bâtiment dans son contexte (à droite), avec le bâtiment de la Velika škola (bibliothèque) et l'église Saint-Constantin-et-Sainte-Hélène.

Le bâtiment de la Mala škola (la « petite école ») a été construit en 1871 ; il est ainsi surnommé pour le distinguer de la Velika škola construite à proximité en 1901 ; l'écrivain Janko Veselinović y a enseigné entre 1871 et 1888. Entre 1901 et 1951, la petite école a été utilisée pour héberger les enseignants de la grande école. En 1914 et 1915, elle a accueilli des blessés de guerre et, pendant la Seconde Guerre mondiale, elle a été bombardée par les nazis, tout comme la grande école voisine. Après 1951 et la construction d'une école plus moderne dans la ville, elle a accueilli l'Université des travailleurs de Koceljeva et, depuis des travaux réalisés en 2003, elle abrite les collections d'un musée régional qui dépend de la bibliothèque Janko Veselinović (l'ancienne grande école).
Le bâtiment est doté d'un simple rez-de-chaussée surmonté d'un toit à quatre pans en tuiles ; l'entrée principale dessert quatre pièces ainsi qu'un espace annexe. La façade donnant sur la rue est symétrique et s'organise autour d'une avancée centrale dominée par un attique en espalier. De part et d'autre de l'avancée se trouvent deux fenêtres. La façade, recouverte d'un enduit, ne dispose d'aucune décoration plastique.
Devant le bâtiment se trouve un buste représentant l'écrivain Janko Veselinović ; elle est l'œuvre du sculpteur et académicien Kosta Bogdanović.

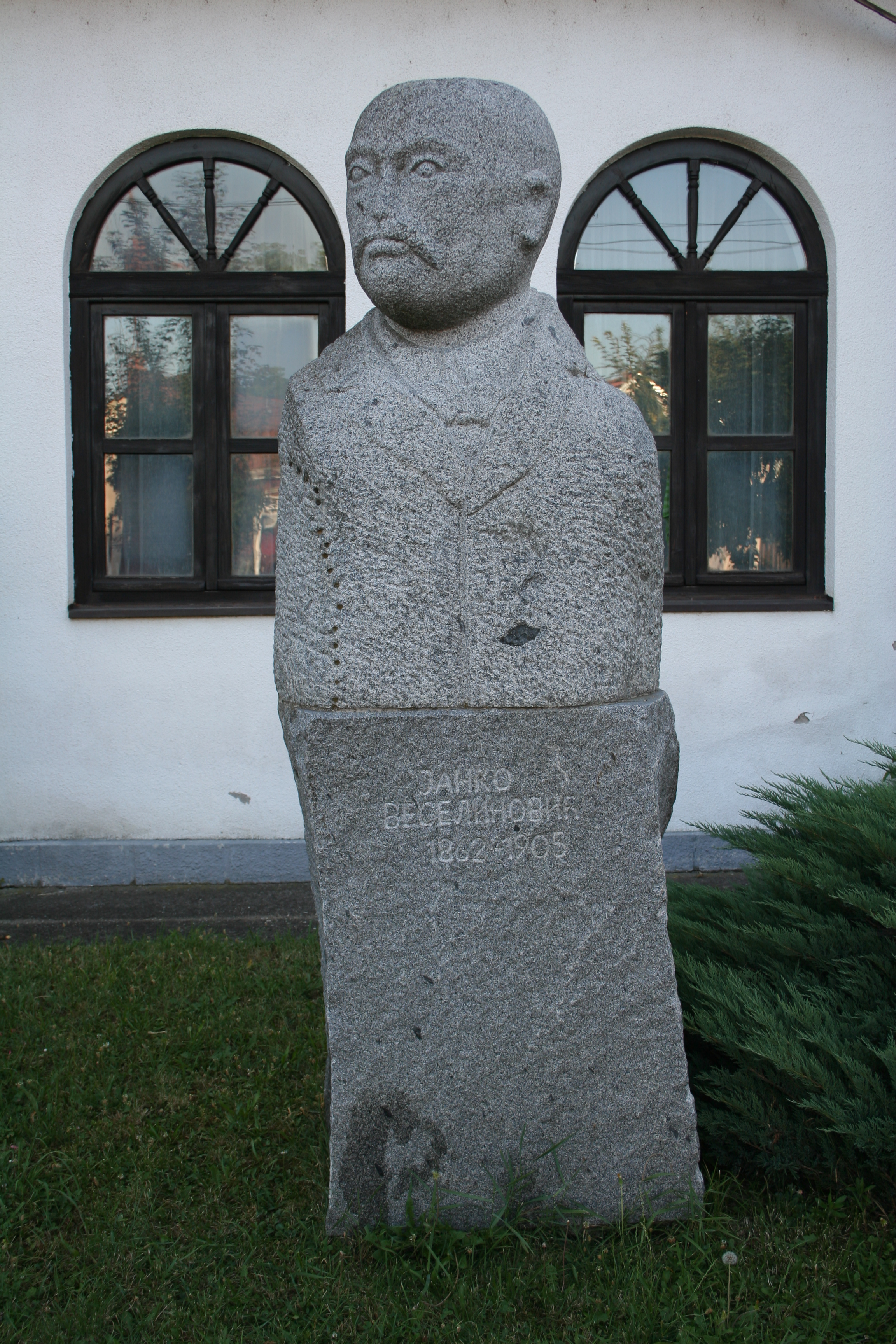
Buste de Janko Veselinović devant la Mala škola.

Aujourd'hui, le bâtiment abrite le musée du patrimoine local de Koceljeva (en serbe : Zavičajni muzej u Koceljevi) créé en 1962 ; ce musée travaille dans le cadre de la Bibliothèque Janko Veselinović, située dans le bâtiment de la Velika škola juste à côté du musée.